# Chordodes devius
Chordodes devius är en tagelmaskart som beskrevs av Kirjanova 1950. Chordodes devius ingår i släktet Chordodes och familjen Chordodidae. Inga underarter finns listade i Catalogue of Life.